# Barquq
Al-Màlik adh-Dhàhir Sayf-ad-Din Barquq ibn Ànas al-Yibughawí —àrab: الملك الظاهر سيف الدين برقوق بن أنس اليبغاوى, al-Malik aẓ-Ẓāhir Sayf ad-Dīn Barqūq ibn Anas al-Yibuḡāwī—, més conegut simplement com a adh-Dhàhir Barquq o com Barquq (?, 1336 - ?, 20 de juny de 1399), fou soldà mameluc burjita o circassià del Caire (1382-1389 i 1390-1399). Fou un esclau comprat vers 1363 a Crimea pel mariscal Ilbughà al-Umarí; el seu pare es deia Anas (Barquq el va portar a Egipte on va gaudir d'una posició honorable).
A la mort del seu amo fou empresonat temporalment, però alliberat va passar al servei de la cort. El 1377 va participar en el complot en el que el sultà al-Àixraf Xaban, que governava des de 1366, fou enderrocat i mort pels mamelucs i substituït per un fill de set anys, Malik Mansur Ali, que va morir al cap d'un temps de pesta el 1382, i fou substituït pel seu germà petit, igualment menor, Hadjdj, d'11 anys. Sota aquestos dos sultans Barkuk va arribar a mariscal de l'exèrcit (atabak al-asakir) i va consolidar la seva posició. Poc després va anunciar que es necessitava un sultà enèrgic i va deposar el jove sultà i es va fer proclamar ell mateix per un consell de magistrats presidit pel califa (final de 1382).
La seva política va anar encaminada a reforçar el seu poder, posant als càrrecs principals a parents i amics. Això va fer créixer l'oposició entre altres mamelucs i el 1389 el mameluc governador d'Alep Ilbugha Nasiri, es va revoltar amb el suport de Mintash, governador de Malatya. Després d'assegurar el control de Síria (on els governadors es van unir al moviment) els rebels podien avançar cap a Egipte; Barkuk va enviar un exèrcit que fou derrotat sota els murs de Damasc (març de 1389). El camí estava lliure doncs el governador de Sis, a la frontera, s'havia unit al moviment rebel; els rebels van avançar cap a Latya i van acampar a Salihiyya mentre Barkuk aixecava un segon exèrcit. Barkuk va agafar posicions a Matariyya però els seus oficials el van abandonar i va retornar al Caire; la batalla final es va lliurar al nord dels murs de la capital (6 de maig) sense un resultat decisiu, però les successives defeccions al camp de Barkuk van fer que aquest fugis disfressat; no obstant fou reconegut i capturat, sent enviat a Kerak (moderna Jordània), mentre al Caire era reposat al tron el jove sultà al-Hadjdj (nom de regnat al-Mansur), dominat pels dos generals Ilbugha i Mintash. Els dos mamelucs aviat es van enfrontar i les baralles de carrer foren constants.
En aquestes circumstàncies Barkuk va poder fugir de la seva presó, va reunir un exèrcit d'àrabs beduïns i després d'una sèrie d'aventures dignes d'una novel·la, va entrar triomfant al Caire el febrer de 1390. Hadjdj fou deposat però no perseguit, i Barkuk va retrobar el tron. Ilbugha va desaparèixer però Mintash va resistir durant dos anys. En aquest temps foren nomenats governadors i alts càrrecs, tots entre els familiars i amics de Barkuk. Així les fortaleses o ciutats de Malatya, Tars, Edessa, Kalat al-Rum i altres van rebre nous comandants.
El 1393 es va iniciar el conflicte amb Tamerlà quan aquest va ocupar Bagdad on el sultà local djalayàrida Ahmad ibn Uways va haver de fugir i es va refugiar a Egipte. Tamerlà va enviar una ambaixada amistosa a Barkuk però aquest va fer matar l'ambaixador. Va reunir un exèrcit amb el que va anar cap a Síria i va lliurar diversos petits combats amb forces timúrides a les que va expulsar del territori mameluc, retornant al Caire el desembre de 1394.
Va morir d'un atac epilèptic el 1399 amb 63 anys i fou enterrat al Caire. El va succeir el seu fill Fàraj.